# Chiesa di Santa Maria di Gesù al Capo

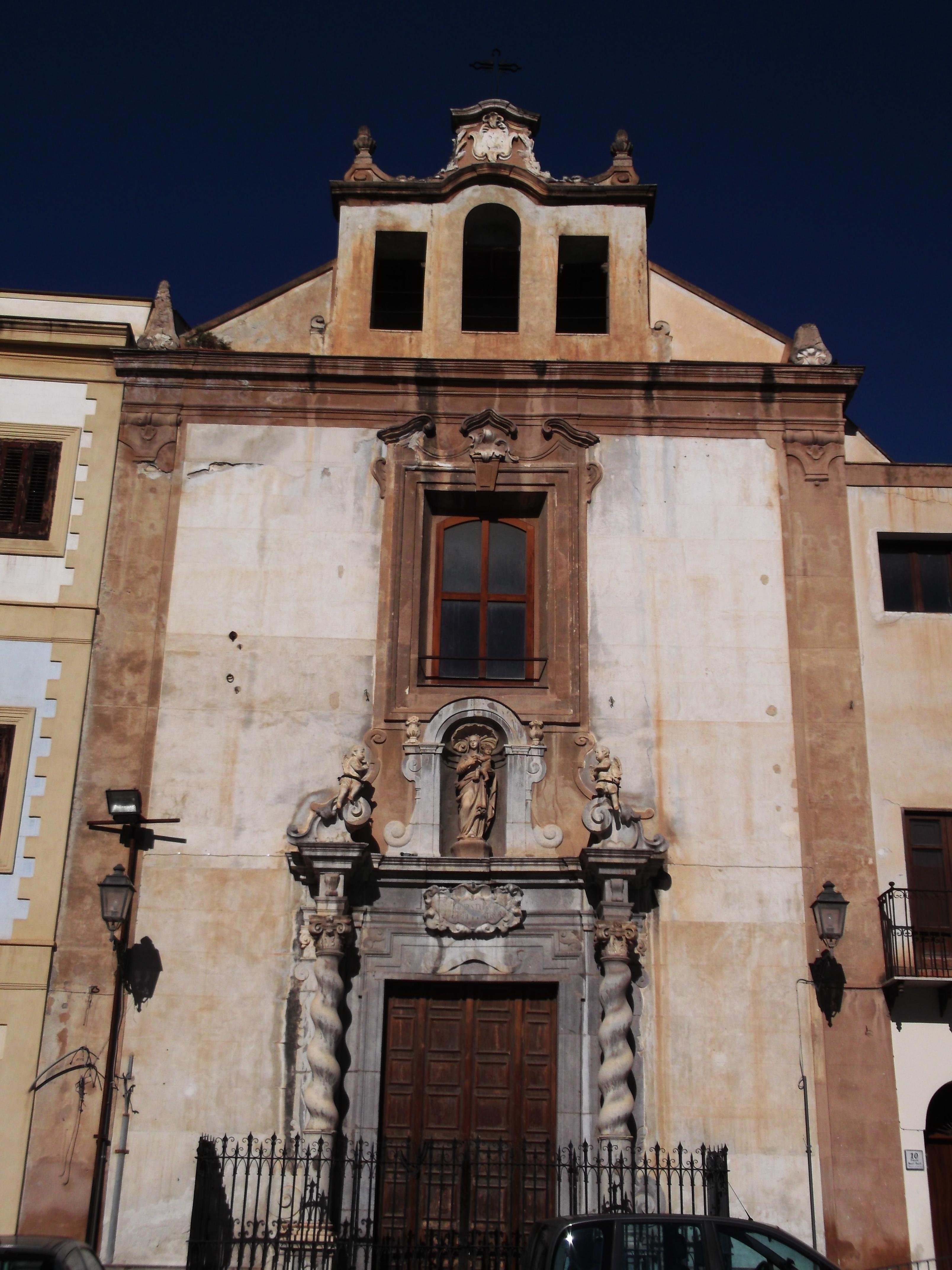
Santa Maria di Gesú

Chiesa Santa Maria di Gesù ist ein Kirchengebäude in Palermo an der Piazza Beati Paoli.
Die im Stadtviertel Capo gelegene Kirche ist nicht zu verwechseln mit dem Konvent Santa Maria di Gesù, dem Oratorium S. Maria di Gesù an der Piazza S. Anna und mit der Chiesa del Gesù bei der Casa Professa.
Das Gotteshaus ist auch bekannt als Santa Maruzza oder auch „Canceddi“, weil die für die Kirche verantwortliche Bruderschaft im Transportwesen tätig war und dafür große Körbe (Canceddi) benutzte. Ihr Ursprung liegt in der Zeit vor dem 15. Jahrhundert.
1660 wurde sie völlig erneuert.
Die Fassade wird beherrscht durch eine aufwändige barocke Portalzone mit gedrehten Säulen, die in mit Akanthus geschmückten Kapitellen enden. Oberhalb vom Gesims steht die vollplastisch herausgearbeitete Madonna mit dem Kind in einer mit Voluten und Vasen verzierten Rundbogennische, flankiert von zwei auf Voluten sitzende Putten in Gebetshaltung.
Das darüber liegende rechteckige Fenster wird von einer eigenwilligen Variante des gekröpften Segmentgiebels abgeschossen. Zwei seitliche Pilaster stützen ein Gesims, auf dem das Glockenhaus mit einem Wellengiebel und zwei Amphoren ruht. Oberhalb davon ist ein Wappen angebracht.
Die Loggia schuf Sebastiano Serlio.
Die Kirche ist gegenwärtig geschlossen.